# Alfonso Brescia
Alfonso Brescia (Roma, Itália, 6 de janeiro de 1930 - Roma, Itália, 6 de junho de 2001), foi um cineasta italiano.

## Filmografia
- La rivolta dei pretoriani, (1964)
- Il magnifico gladiatore, (1964)
- Il conquistatore di Atlantide, (1965)
- I giorni della violenza, (1967) como Al Bradley
- Killer calibro 32, (1967) como Al Bradley
- Voltati... ti uccido (1967) como Al Bradley
- Testa di sbarco per otto implacabili, (1968) como Al Bradley
- Carogne si nasce, (1968) como Al Bradley
- Nel labirinto del sesso (Psichidion), (1969)
- Uccidete Rommel, (1969)
- Il tuo dolce corpo da uccidere, (1970) como Al Bradley
- Le calde notti di Don Giovanni, (1971) como Al Bradley
- Ragazza tutta nuda assassinata nel parco, (1972)
- Poppea, una prostituta al servizio dell'impero, (1972)
- Le Amazzoni - Donne d'amore e di guerra, (1973) como Al Bradley
- Elena sì, ma... di Troia, (1973)
- La Spacconata, (1974)
- Amori, letti e tradimenti, (1975) como Al Bradley
- Superuomini, superdonne, superbotte, (1975)
- Zanna Bianca e il cacciatore solitario, (1975)
- L'adolescente, (1976)
- Frittata all'italiana, (1976)
- Sangue di sbirro, (1976)
- Anno Zero - Guerra nello spazio, (1977) como Al Bradley
- L'ultimo guappo, (1978)
- La guerra dei robot, (1978) como Al Bradley
- Cosmo 2000 - Battaglie negli spazi stellari, (1978) como Al Bradley
- Napoli... serenata calibro 9, (1979)
- Sette uomini d'oro nello spazio, (1979) como Al Bradley
- Il mammasantissima, (1979)
- I contrabbandieri di Santa Lucia, (1979)
- Napoli... la camorra sfida e la città risponde, (1979)
- Lo scugnizzo, (1979)
- La bestia nello spazio, (1980) como Al Bradley
- Zappatore, (1980)
- La tua vita per mio figlio, (1980)
- Carcerato, (1981)
- Napoli, Palermo, New York, il triangolo della camorra, (1981)
- I figli... so' pezzi 'e core, (1982)
- Giuramento, (1982)
- Tradimento, (1982)
- Laura... a sedici anni mi dicesti sì, (1983)
- Iron Warrior, (1987)
- Fuoco incrociato, (1988)
- Miami Cops, (1989)
- Omicidio a luci blu, (1991) como Al Bradley
- Club vacanze, (1995)